# Lisbeth
Lisbeth er et pigenavn, der er afledt af Elisabeth. Variationer af navnet omfatter Lisbet og Lisbett. I Danmark bærer næsten 17.000 personer et af disse navne ifølge Danmarks Statistik.

## Kendte personer med navnet
- Lisbet Dahl, dansk skuespiller.
- Lisbeth Gajhede, dansk skuespiller.
- Lisbeth Knudsen, dansk journalist og chefredaktør.
- Lisbet Lundquist, dansk skuespiller.
- Lisbeth Movin, dansk skuespiller.
- Lisbeth Schlüter, dansk jurist og statsministerfrue.
- Lisbeth Stuer-Lauridsen, dansk badmintonspiller.
- Lisbeth Østergaard, dansk journalist og tv-vært.

## Navnet anvendt i fiktion
- Lisbeth, en figur i Garfield-tegneserien.